# 戎袭周使凡伯之战
戎袭周使凡伯之战，是指春秋早期戎人袭击周朝使者凡伯的作战。
卫国楚丘一带的戎人朝觐周王，向公卿送了财币，唯有凡伯不以宾礼款待。前716年（周桓王四年、鲁隐公七年）冬季，周天子派凡伯来鲁国聘问。在回去的路上，戎人在楚丘对他加以截击，俘虏他回去。